# Sára Balázs
Sára Balázs (Budapest, 1962. július 23. –) Balázs Béla-díjas magyar filmoperatőr; televíziós operatőr, filmrendező.

## Életpályja
Édesapja, Sára Sándor, a Nemzet Művésze címmel kitüntetett,  Kossuth- és Kossuth Nagydíjas, Balázs Béla-díjas magyar operatőr, filmrendező, édesanyja, Moór Marianna, Kossuth- és kétszeres Jászai Mari-díjas színművész. Féltestvére, Sára Júlia filmrendező. 1988-ban televíziós és filmoperatőr diplomát szerzett a Színház- és Filmművészeti Főiskolán.  Filmográfiája operatőrként tizenegy dokumentumfilmet, hét játékfilmet, hét tévéfilmet és sok száz televíziós műsort, filmsorozatot, portréfilmet tartalmaz. Rendezőként színházi és televíziós közvetítések, portréfilmek, dokumentumfilmek és magazinműsorok több tucatját jegyzi.
2020 novemberében a Színház- és Filmművészeti Egyetem Film- és Médiaintézetének megbízott vezetője lett, 2022-ig. Kampusz igazgató helyettes 2023 dec. 31-ig .  Oktatója a Zsigmond Vilmos Mozgóképművészeti Intézetnek .

### Családja
Felesége Sára Marianna értékpapír közvetítő. Gyermeke Sára Gergely Áron 1988-ban született, az Óbudai Egyetem informatika-marketing szakán diplomázott, a Paramount Channel munkatársa.

## Munkái

### Operatőrként
Diplomafilm: 1988 - Utóirat - R: Szász János 

#### Dokumentum filmek
- 1990 - Vérrel és kötéllel - R: Zsigmond Dezső[9]
- 1992-1995 - Erdély Leírása a XX. század végén R: Kézdi-Kovács Zsolt, Elek Judit[10]
- 1993 - Aki magyar, velünk tart - R: Sára Sándor[11][12]
- 2004 - Erdély 1956 - R: Paskándiné Sebők Anna[13][14]
- 2006 - Memento - R: Sára Sándor[15][16]
- 2012 - Vezér Ferenc atya - R: Komár István[17]
- 2016-Magyarok 16 rész R,Op, Producer

#### Játékfilmek
- 1991 - És mégis - R: Kézdi-Kovács Zsolt
- 1991-Meeting Venus ( Találkozás Vénusszal ) R: Szabó István - Társoperatőr
- 1991 - Könyörtelen idők - R: Sára Sándor[18][19][20]
- 1993 - Vigyázók - R: Sára Sándor[21][22][23]
- 1995 - Törvénytelen - R: András Ferenc[24][25][26]
- 1996 - A vád - R: Sára Sándor[27][28][29]
- 1998 - A rózsa vére - R: Zsigmond Dezső[30][31][32]

#### TV-filmek, TV-játékok, sorozatok
- 1998 - Árnyékban - R: Seprődi Kiss Attila, Duna TV[33][34][35]
- 2001 - Duna Cabaret - R: Bozsogi János, Duna TV[36]
- 2007-2009 - Állomás (TV sorozat, 32 epizód) - R: Balog Zsolt, Pajer Róbert, Duna TV[37][38][39]
- 1995 - Széchényi - R: Nagy Viktor, Horváth Z. Gergely - Duna TV[40][41]

TV-műsor:
- 2015-től Balatoni nyár (kb. 350 adás) Duna TV[42]
- 2004-2019 - Istentisztelet közvetítések (kb. 160 adás) - Duna TV[43]

### Rendezőként

#### Játékfilm
- 2019 - Szabadság,harc - rendező, operatőr [44]

#### Dokumentumfilmek rendezőként
- 1999 - Karing szo me phirav[45] [46]

- 2001 - In memoriam Németh László - rendező, operatőr[47]
- 2002 - Távol Kazahsztánban - rendező, operatőr[48][49]

#### Portré filmek
- 2000 - Tálentum sorozat, Duna TV
  - Kocsis Zoltán zongoraművész-karmester [50][51]
  - Eötvös Péter zeneszerző[52][53]
  - Sass Sylvia operaénekes [54]
  - Takáts Gyula költő [55][56]
  - Novák Ferenc koreográfus[57][58]

- 2017 - Tornai József költő, akadémikus - A hívó hang - producer[59]
- 1999 - Színházépítők - rendező-operatőr

- 2002 - A fehér hunok Belső-Ázsiában - rendező

- 2002 - Magyarország Európában - rendező

- 2002 Tompa Gábor

## Díjak
- Balázs Béla-díj (2021)[60]